# Ready (Kortrijk)
Ready is een Belgisch historisch merk van motorfietsen, zijspannen en triporteurs.
De bedrijfsnaam was Motos Ready en/of N.V. Ready Motor Co, Motorcycles Norbert Vanneste, Courtrai (Kortrijk), vanaf 1926 Motos Ready, Bruxelles. Er werden motorfietsen geproduceerd van 1924 tot 1939).
Ready was opgericht door de juwelierszoon Norbert Vanneste. Het merk bouwde meestal 173- tot 499 cc JAP- en Blackburne- kopklepmotoren in, maar op aanvraag ook blokken van MAG en Rudge-Python.
Er werden vanaf het begin sportieve successen gevierd, met als rijders Omer Cravillon en Norbert Vanneste zelf. In 1926 werd er een racemachine met een door Dougal Marchant ontwikkeld 350 cc Chater Lea-blok met koningsas uitgebracht. In hetzelfde jaar overleed de voorzitter van de raad van bestuur, René Capelle. Ready werd overgenomen door een groep Brusselse financiers en het bedrijf verhuisde ook naar Brussel. Nu werden er topcoureurs als René Milhoux en Marcel Debay aangetrokken, waardoor er nog meer successen op wegrace-gebied werd gevierd. De meeste Ready-racemotoren kregen JAP-kopkleppers die door Debay werden getuned.
In 1927 was er ook een eigen zijklepmotor leverbaar, maar ook blokken van JAP en Blackburne in zij- en kopklep-uitvoering. In 1930 verhuisde het bedrijf van de Ninoofsesteenweg naar de Steenweg op Bergen, eveneens in Brussel.
In de crisisjaren werden vooral lichte machines met Villiers-tweetaktmotoren verkocht, maar er was ook een 600 cc JAP en een 175 cc GEM leverbaar. Aan het einde van de jaren dertig stonden er ook triporteurs met een 200 cc Villiers-blok en eigen zijspannen op het leveringsprogramma. MAG-inbouwmotoren deden hun intrede in 1933.
Na de Tweede Wereldoorlog kwam het merk Ready niet meer terug op de markt.
- Er was nog een merk met de naam Ready, zie Ready (Weston Super Mare).